# Aktashita
La aktashita és un mineral de la classe dels sulfurs. Rep el seu nom de la localitat rusa d'Aktashskoye, on va ser descoberta. Va ser publicada sense aprovació de l'IMA, aprovada posteriorment i reconeguda com una espècie vàlida l'any 2008.

## Característiques
La aktashita és una sulfosal de fórmula química Cu₆Hg₃As₄S₁₂. Cristal·litza en el sistema trigonal, normalment formant agregats granulars i grans xenomòrfics. Rarament forma cristalls semblants a piràmides trigonals, les quals poden presentar zones de gruzdevita, espècie amb la qual és isostructural. També és isostructural amb la nowackiïta. La seva duresa a l'escala de Mohs és 3,5.
Segons la classificació de Nickel-Strunz, la pertany a «02.GA: nesosulfarsenats, nesosulfantimonats i nesosulfbismutits sense S addicional» juntament amb els següents minerals: proustita, pirargirita, pirostilpnita, xantoconita, samsonita, skinnerita, wittichenita, lapieïta, mückeïta, malyshevita, lisiguangita, gruzdevita, nowackiïta, laffittita, routhierita, stalderita, erniggliita, bournonita, seligmannita i součekita.

## Formació i jaciments
Es tracta d'un mineral poc comú, d'origen hidrotermal originat en dipòsits complexos polimetàl·lics que contenen arsènic i mercuri. Sol trobar-se associada a altres minerals com: estibina, calcostibina, tetraedrita, tennantita, luzonita, enargita, cinabri, calcopirita, pirita, esfalerita, realgar, orpiment, dickita, quars o calcita. Va ser descoberta l'any 1968 als dipòsits d'antimoni i mercuri d'Aktashskoye, a la República de l'Altai (Regió econòmica de Sibèria de l'Oest, Rússia).